# Honorana notaturia
Honorana notaturia là một loài bướm đêm trong họ Geometridae.